# Lubomír Blaha
Lubomír Blaha (* 28. März 1978 in Uherský Brod, Tschechoslowakei) ist ein ehemaliger tschechischer Fußballspieler.

## Vereinskarriere
Blaha begann mit dem Fußballspielen bei Spartak Uherský Brod, in seiner Jugend spielte er außerdem für Svit Zlín sowie Baník Ostrava. In Ostrava kam der 1,95 Meter große Stürmer in der Saison 1997/98 zu seinen ersten beiden Einsätzen im Profibereich. 1999 wurde Blaha vom damaligen Zweitligisten Synot Staré Město verpflichtet, mit dem ihm der Aufstieg in die Gambrinus Liga gelang.
Nach einer gelungenen Hinrunde in der Saison 2001/02, Blaha schoss sechs Tore in 14 Spielen, wurde er für drei Millionen Kronen von Sparta Prag verpflichtet. Beim tschechischen Spitzenklub konnte sich der Angreifer nicht durchsetzen und zog schon nach nur einem halben Jahr weiter zu Slovan Liberec. Auch in Liberec konnte Blaha nicht an seine Form aus dem Herbst 2001 anknüpfen und wurde im Januar 2003 für ein halbes Jahr an den FK Zlín ausgeliehen. Die Saison 2003/04 absolvierte er auf Leihbasis bei Viktoria Pilsen. Seine Trefferquote blieb auch dort gering, in 27 Spielen gelang ihm nur ein Tor. Zur Saison 2004/05 kehrte der Offensivspieler zu Slovan Liberec zurück, sein Vertrag wurde dort aber zum 31. August 2004 aufgelöst.
Blaha wechselte als freier Spieler zum schottischen Verein FC Aberdeen, wo er meist als Einwechselspieler zu acht Einsätzen kam, ohne ein Tor geschossen zu haben. Den Herbst 2005 verbrachte Blaha beim russischen Zweitligisten FK Kuban Krasnodar, wo er lediglich drei Mal zum Einsatz kam. Anfang 2006 wurde der Tscheche vom slowakischen Erstligisten Spartak Trnava für zwei Jahre verpflichtet. Blaha hatte einen starken Beginn und schoss mehrere Tore in seinen ersten Einsätzen. Als seine Form immer weiter sank, wurde er im Januar 2007 an den damaligen tschechischen Zweitligisten Viktoria Žižkov verkauft. Für den Prager Klub kam Blaha im Frühjahr 2007 drei Mal zum Einsatz, zu Beginn der Saison 2007/08 wurde er nur noch in den Kader des in der vierten Liga spielenden B-Teams aufgenommen. In der Winterpause kehrte er in den Profikader zurück und kam als Einwechselspieler auf acht Erstligaeinsätze.
Die Saison 2008/09 begann Blaha erneut bei Viktoria Žižkov B und wurde Ende August 2008 bis zum Saisonende an den Zweitligisten FK Dukla Prag ausgeliehen.
Mit Jahresbeginn 2010 wechselte der Stürmer von der zweiten Mannschaft von Viktoria Žižkov nach Österreich zum Regionalligisten SV Gaflenz. Im Sommer desselben Jahres schloss sich Blaha innerhalb der Liga dem SC Ostbahn XI an. Als dort allerdings der Erfolg ausblieb, wechselte der Angreifer in der Winterpause 2010/11 zum SV Oberndorf in die sechstklassige Gebietsliga West. Mit dem Verein wurde er noch in derselben Saison Meister und stieg in die 2. Landesliga West auf.
In der Winterpause 2011/12 wechselte der Tscheche zum ASK Hausmening in die siebentklassige 1. Klasse West, für den er es bis zum Saisonende auf zehn Treffer bei 13 Einsätzen brachte. Im Sommer 2012 ging es für ihn weiter zum SV Jauerling, der gerade aus der gleichen 1. Klasse West in die nächsttiefere 2. Klasse Yspertal abgestiegen war. Bei den Waldviertlern fungierte er als Goalgetter und war mit 18 erzielten Toren aus 23 Meisterschaftsspielen der erfolgreichste Jauerlinger Torschütze in dieser Saison. Mit vier Punkten Rückstand auf den USV Münichreith verpasste der SV Jauerling nur knapp den Wiederaufstieg in die 1. Klasse West und wurde Vizemeister.
Im Sommer 2013 schloss sich Blaha dem Achtligisten SV Ziersdorf an, kam für diesen bis zur Winterpause auf 16 Treffer in zwölf Spielen und wechselte in weiterer Folge von der 2. Klasse Schmidatal in die 2. Klasse Waldviertel Thayatal zum SVU Langau. Hier konnte er nochmal sein Torgefährlichkeit unter Beweis stellen und schloss die Spielzeit 2013/14 nach acht absolvierten Ligapartien mit ebenso vielen Treffern ab. Am Saisonende belegte er mit der Mannschaft den neunten von elf Tabellenplätzen. In der Spielzeit 2014/15 verpasste der Tscheche nur zwei Saisonspiele und war mit 14 Treffern aus 24 Spielen der beste Torschütze seiner Mannschaft, die sich jedoch abermals nicht von den hinteren Tabellenplätzen lösen konnte und Zehnter wurde. In der Saison 2015/16 kam er auf 20 von 22 möglichen Einsätzen, erzielte dabei zehn Tore und war damit hinter Václav Zapletal – ebenfalls ein ehemaliger tschechischer Profi – der zweitbeste Torschütze der Langauer in dieser Saison. Im Endklassement rangierte der Klub diesmal auf Platz 7.
Am Ende der Saison kehrte Blaha in seine Heimat zurück und beendete nach der Spielzeit 2016/17 beim Heimatverein Spartak Uherský Brod seine aktive Karriere.

## Familie
Sein Vater war der ehemalige Fußballspieler und spätere -trainer Lubomír Blaha (1952–2014).